# Nymphaea malabarica
Nymphaea malabarica là một loài thực vật có hoa trong họ Nymphaeaceae. Loài này được Poir. miêu tả khoa học đầu tiên năm 1798.